# Omalogyra simplex
Omalogyra simplex is een slakkensoort uit de familie van de Omalogyridae. De wetenschappelijke naam van de soort werd in 1861 voor het eerst geldig gepubliceerd door Oronzio Gabriele Costa.